# Naiv bayesiansk klassificerare
I maskininlärning, exempelvis datamining, är naiva bayesianska klassificerare en familj av enkla sannolikhetsbaserade klassificerare baserade på tillämpning av Bayes sats med starka (naiva) oberoende antaganden mellan funktionerna. Alternativet hade varit att modellera den fulla betingade fördelningen givet klassen.